# 魔界戦記ディスガイア5
『魔界戦記ディスガイア5』（まかいせんきディスガイアファイブ）は、日本一ソフトウェアによって開発、販売されたゲームソフト。ディスガイアシリーズのナンバリング第5作。
2015年3月26日にPlayStation 4用ソフトとして発売された。その後、移植版が2017年3月3日にNintendo Switch版のローンチタイトルとして、2018年10月23日にMicrosoft Windows版がSteamにて、それぞれ発売された。

## 概要
魔界を舞台にしたシミュレーションRPG・ディスガイアシリーズの第5作目。本作はシリーズ初のPS4用タイトルかつ、CERO：B（12才以上対象）となる。
テーマは「復讐と反逆」。魔帝ヴォイドダーク率いる100億のロスト軍によって制圧された魔界に住んでいた青年悪魔キリアと5人の魔王が集結し、これに対抗する。
PS4パッケージ版は通常版と初回限定版が発売される。初回限定版にはにいてんごフィギュア、設定資料集、2枚組のサウンドトラックCDが付属する。

### Nintendo Switch版
2017年3月3日にNintendo Switchのローンチタイトルとして発売された。
日本一ソフトウェア代表取締役社長の新川宗平は、「初めてのハードのローンチタイトルということもあり、新しいものをいきなり出すのはハードルが高いため、スムーズに移植できる作品として看板タイトルである本作を選んだ」とファミ通とのインタビューの中で述べている。
また、新川はもう一つの理由として「本作のVita版を出してほしいという要望を多く受けていたが、Vitaへ移植するにはグレートダウンする必要があった。」ことを挙げており、携帯機と据え置き機を兼ねそろえたNintendo Switchに移植することにより、ユーザーにとって有意義なものになるのと同時にニーズを実現できたのではないかと述べている。
Switch版では、PS4版に存在した『どこでもいっしょ』のキャラクターや特定の雑誌とコラボしたDLCの導入は見送られたものの、それ以外のDLC要素は最初から収録済となっている。また、Switchにはトロフィー機能がないため、その代替として新たに「トロフィー屋」が新設された。ボイスは日本語・英語両対応となっている。それ以外のほとんどの要素は、システム周りの細部の変更を除いてPS4版をそのまま引き継いだものとなっている。

### Microsoft Windows（Steam）版
2018年10月23日にSteamで『Disgaea 5 Complete / 魔界戦記ディスガイア5 COMPLETE』としてダウンロード販売が開始された。Switch版に準拠した移植だが、ネットワーク機能が全て省略されており、これに伴いマップエディット関連の機能も廃止されている。また、Switch版で追加された「トロフィー屋」は健在だが、同時にSteam実績機能にも対応している。

## システム
キャラクターメイクのパラメーター分配
同一ユニット内に複数のコスト価格が存在し、キャラクターメイクの際に支払うコストによって、そのキャラクターの各パラメーターに分配するボーナスポイントが変わる。コストを増やすとポイントも増え、逆に基本のパラメーターからポイントを削減する事によってコストを節約する事もできる。
行動登録
ディスガイアシリーズ共通の仕様として、キャラクターの行動指令で「攻撃」を指示してもすぐには攻撃を行わない。キャラクターへの攻撃指示は「行動登録」として記録され、総合メニューで「攻撃」を指示することで、行動登録を行った順に攻撃を行う。これは最大4人までの隣接した味方ユニットによる「連携」と、敵勢力に対する攻撃回数によって攻撃力が上がる「コンボ」を処理するためである。
魔物型ユニットの投げ
魔物型ユニットには「持ち上げる」のコマンドが無く、代わりに「魔物投げ」という、持ち上げ直後に投げる位置を指定して投げる動作になっている。つまり、魔物型はユニットを持ち上げ続ける事ができない。投げの目的地を魔物型に指定するとそのユニットは指定されたユニットが向いている方向へ投げられた距離と同じ距離だけ投げられたユニットをレシーブする。レシーブを行った（ユニットを投げ渡された）ユニットは行動を終了しない。これを使えばユニットの移動距離を格段に伸ばす事ができる。ちなみに、プリニーは魔物投げでもやはり爆発する。
リベンジモード
各ユニットのにカーソルを合わせた際に出るパラメータの左端にはリベンジゲージというパラメータが存在する。これは自分や味方が攻撃を受けた時や味方が撃破された時、及び、リベンジモードの敵を撃破した時に溜まり、これが最大まで溜まるとリベンジモードとなり、ユニットに電流が流れるようなエフェクトがなされる。この状態のユニットはクリティカル率が100%・特殊技の使用SPが1に固定・被ダメージ25%軽減というメリットを受ける。リベンジモードの敵を倒すと「力のかけら」という、使用したキャラクターのパラメータを成長させるアイテムを入手できる。
魔奥義
セラフィーヌや、各面のボスなど魔王クラスのキャラだけがリベンジーモード中にだけ使える特殊能力。その性能はキャラクターごとに異なる。
魔界効果
いわゆる地形効果のこと。ジオエフェクトとは別に存在する。地形ダメージやオブジェクト・アイテム生成、特定のコマンドがプレイヤーの思うように使えなくなる（勝手に一斉攻撃してしまう等）などステージによって様々。
魔チェンジ
ディスガイア4同様に魔物型ユニットは魔チェンジによって武器に変化する事が出来るが、今作ではそれを重ね掛けして武器を巨大化することができる「ダブル魔チェンジ」が行える。
クエスト
拠点のクエスト屋でクエストを受注する事ができる。同時に最大で10件まで受注でき、達成をクエスト屋に報告する事で報酬が入手できる。
部隊屋
部隊リーダーの活躍によって経験値やSPが入手できたり、特定の施設や機能や技を使用・強化するのに必要だったり、会議へ工作できたり、など、部隊に所属させたユニットは所属した部隊によって様々な効果が付与される。部隊の種類やは魔界戦略会議の議題やストーリー進行などで増やす事が出来る。原則としてユニット1つに対し1つの部隊にしか所属できない。
後援部隊
各部隊には説得済みの捕虜を配置する後援部隊が存在し、配置した捕虜の数によって部隊の機能・能力が上昇する。
部隊総攻撃
部隊リーダーがリベンジモードの時に1度だけ使える技。部隊に所属する全てユニットを召喚して突撃する。
捕獲
敵ユニットを捕虜として捕獲することが出来る。捕獲は戦闘終了時に敵ユニットが投降することがある他に、捕獲部隊が使える「捕獲」コマンドでHPが減った敵を捕獲できる事がある。
説得屋
捕虜説得部隊が行う。殴る、脅すなどの悪魔的な方法で説得する。「搾り取る」コマンドで手に入る「魔力のエキス」はユニットのステータスを直接上げる事が出来るアイテム。
魔界調査団
戦闘に参加しないユニットで調査団を結成して宇宙へ調査に向かわせることが出来る。調査先の魔界でアイテムや捕虜を調達してくれる事がある。また、調査先の魔界の魔王と戦闘を行うことがあり、その魔王を倒すとレアなアイテムが手に入る事がある。
カレー屋
カレーを購入する事で全てのユニットのステータスを上昇させる事が出来る。メニューには料金を支払うだけの「定番」(メニューは複数存在)と、材料を調達する必要がある「本日のカレー」が存在する。

## あらすじ
魔帝ヴォイドダークによる全魔界消失の危機。それは有史以来最大規模の魔界戦争であるが、瞬く間に燃え広がり、一夜にして幕を閉じた、という事実に、後世の歴史家たちを悩ませることになる。
渇血地獄にてプリニーをこき使い、ヴォイドダーク配下のロスト軍と戦っていたセラフィーヌだったが、状況は圧倒的に不利だった。そこに割って入って飯を食い始めた青年、キリアによってそのロスト軍一個小隊が全滅するのを見たセラフィーヌは彼に惚れ、彼を強引に自分のミニ魔界へ連れて行く。
渇血地獄でのいくつかの騒動の後、ヴォイドダークへの手がかりを追って向かった葬霊地獄で出会ったクリストの提案によりセラフィーヌはロスト軍に対抗する反乱軍を結成することを決意。かつて自分のせいで自分の目の前でリーゼロッタをヴォイドに殺された事から仲間を作る事を嫌っている（そして、その事を黙っている）キリアを強引に反乱軍に組み入れた。
遠征先の魔界の魔王を仲間に引き入れつつ、キリア一行が各自抱えた問題を解決しながら一行はヴォイドダークと戦い、最終的に彼を撃破する。その時、ヴォイドから彼の行いがリーゼロッタを生き返らせるために必要な魔奥義と魔力を集めるためだったと伝えられる。後を託されたキリアはヴォイドの負の記憶や感情（ヴォイドのダーク）が入り込んだせいで暴走したリーゼロッタを止め、リーゼロッタは無事に復活。こうして一連の騒乱は幕を下ろした。

## 登場人物

### キリア陣営
キリア
声 - 宮野真守
本作の主人公。魔帝ヴォイドダークに復讐を誓う魔族の青年。過去に起きた悲劇ゆえに仲間作りは嫌い。普段は他人を突き放すような印象で口数が少なく、物静かな態度である。一方で暴走するウサリアを傷だらけになって止めようとしたりプリニー達の賄いを作ってやるなど面倒見が良くお人好しな性分でもある。ストーリーが進むに経て少しずつ周囲の者に心を開くようになっていく他、個性的な面々の中では数少ない常識人でもあるため、苦労人な一面も見られるようになる。
食べることが大好きで、気まぐれに状況や場所関係なく胡坐をかいて食事をし出すが、これは彼がエネルギー消費が激しい体質である事も理由であり、いわゆる「痩せの大食い」である。その量はストーリーが進むごとに多くなっているらしく、中盤では数人分の食事を3分で食べていた。そのため、彼が来てからのセラフィーヌのミニ魔界の食糧備蓄事情は逼迫している模様。好物は1000年を生きたロードドラゴンの胸肉とその卵で作った「ふんわり昇竜親子丼」や、絶滅危惧種を食材にした「絶滅危惧チャーシュー麺」など、セラフィーヌが聞いたことも無く、クリストも文献でしか見た事が無い高級食材や希少食材を使ったB級グルメであり、その食材の採取（溶岩の中で卵を採取、など）や調理は自分でやっている。料理の腕前は自慢なようで、自作の料理の味が不味いと言われると静かに凹む。ローディング画面ではロード進捗に応じて右下で丼を積み重ねながら食べている。セラフィーヌの都合のいい解釈や妄想、銃乱射には参っている様子。
かつては暴虐の魔王キリディアと呼ばれた実力を持つ。その頃の名残である「破壊衝動」が彼の中で彼に復讐を語り続けるもう一人の彼らしき存在として存在し、時折その存在と心の中で言い争うことがある。先述の大食いはこの破壊衝動を抑えるためであったが、中盤でついにこの小手先の姑息療法では押さえきれなくなり、終盤の冒頭でセラフィーヌが敵の攻撃で倒れたのがきっかけで暴走し、倒れてしまう。その後、守る対象を「仲間たち」（つまりセラフィーヌら反乱軍を含める）と解釈し、過去の自分を拒絶し押さえ込むのではなく受け入れてさらけ出す事で破壊衝動をコントロールすることに成功し、ブラッディスとの最終決戦でゴルディオンが制御できなかった超魔流の究極奥義を習得するに至る。
出自は魔界のなかでもクズの掃き溜めと言われる氷血地獄のスラム出身で、生きるために毎日が戦いと裏切りの連続の修羅の世界で最強魔王と言われた「暴虐の魔王」となったが、同時に孤独の境地に陥った。そんな時にゴルディオンに戦いを挑んで初めての敗北を味わい、無理矢理彼の弟子にされてしまい、ヴォイドとリーゼロッタと一つ屋根の下で暮らす羽目になった(暴虐の王が歴史から突如として消えたのはこのため)。その後はゴルディオンに勝つために弟子になったふりをしていたが、彼やリーゼロッタとの関わり合いの中で家族や無償の愛というものを知る。結局、ここで超魔流の極意や最終奥義を習得する事は出来なかったが、ゴルディオンからはその潜在魔力を買われていた。しかし、ゴルディオンが自分の跡目をキリアに継がせるとしたためヴォイドが出奔。その後、復讐に囚われたヴォイドが彼を襲った際にリーゼロッタが庇って死亡した事で独り放浪の身となった。
暴虐の魔王としての魔奥義は、どんなものでも瞬時に氷結させて時間を止める「氷刻のアルマ」。この魔奥義は先述のヴォイドの襲撃の際にヴォイドに奪われた。この氷刻を使って保存したリーゼの花（この花はリーゼロッタが好きだと言ったから摘み取った際に起きた「命を奪うな」という問答の過程で保存されたもの）を持ち歩いており、先述の破壊衝動との言い争いになる度にこれを取り出している。
セラフィーヌ
声 - ブリドカットセーラ恵美
絢爛魔界の王女で、「魔性の姫魔王」の二つ名を持つ。悪魔としては異例である名前の「セラフ」は「天使の皮をかぶった悪魔のような魔性の女になってほしい」という意味で父に付けられた。レッドマグナスからは「セラ」と呼ばれている。自由気ままで優雅な生活を送りたいと思っていたのに、父が無断で魔帝ヴォイドダークとの結婚を決めた事に怒り家出したという経緯を持つ。「紅茶より重い物は持った事が無い」と豪語し、自分の手は汚したくない性分であり、冒頭の渇血地獄での戦闘でも自分で吹っかけておきながら自らは後方で紅茶を飲んでいた。些細な事で拳銃をぶっ放す（キリアの背後を撃つ事も）が、本人は「戦闘経験は一度も無い」と言い張っている。
惚れっぽい性分で、いわゆる少女漫画の典型的な展開のような恋にあこがれてる模様。章の終わりに流れる偽次回予告の多くはそんな彼女の妄想（恋愛物や探偵物など）によって語られている。但し本人は第2章で、キリアへの態度が変だと感じてカマをかけてきたレッドマグナスに対して「男を手のひらの上で操りこそすれ、恋に落ちるなどありえない」と怒っている。自分にとって都合の悪い事は都合のいいように解釈・妄想している。自分の意のままにならないとすぐに、魔奥義「魔眼のバロール」で男を操るのだが、その魔眼が利かないキリアへの執念が最終的には恋心に変化した、と同時に、彼のリーゼロッタへの想いの強さに複雑な思いを抱いている模様。
三界一の富を持つ絢爛魔界の姫にふさわしくなく金に細かい。本人は「金持ちだからこそ金勘定は厳格に」と言っているが、最大の理由は父親がヴォイドダーク対策のシェルターに全財産を突っ込んだために絢爛魔界の財政が危機に陥ったためであった。
ウサリア
声 - 明坂聡美
兎兎魔界の姫。黒いウサギの耳のような物を頭に生やした黄色い服の幼女。肥満体の黄色いプリニーを連れており、移動の際にはそれに乗って移動する（拠点では玉乗りの玉にしている）。ニンジンが大好物で辛いものが苦手であり、カレー嫌いだったが、マジョリタから掛けられた呪いのせいで嫌いな物を食べないと狂暴化し死にいたる（逆に好物を食べると呪いの進行が早くなる）呪いをかけられていることもあり、カレー好きになった。配下の黄色いプリニーがキリアが作ったプリニーの賄いの鰯カレーを盗んだのを、そのカレーが食べたい反乱軍一行が追いかけた先で暴走する姿を見せたのが反乱軍との馴れ初めである。
自分のせいでマジョリタの手先として働かされ、死人にもされている兎兎魔界の仲間や、母親が作った甘口カレーを本当はおいしかったのにカレー続きでうんざりしていて「まずい」と言ってしまい、それが両親との最後の会話になってしまったことを後悔していたが、死人でありながら自分の意志で動いた兎兎魔界の兵士から彼女に手渡されたその甘口カレーのレシピや、死人でありながらマジョリタの意に反して彼女の身をマジョリタから守った両親の姿に吹っ切れ、呪いを吸収して自らの魔奥義に変えた。
一連の騒乱の後は兎兎魔界を復興し、平和な魔界を実現した。
レッドマグナス
声 - 子安武人
灼熱魔界の王で、「灼嵐（しゃくらん）の魔王」の二つ名を持つ。「超絶」と言うのが口癖で、ワイルドで力を盲信する人物であり、最強の座を手に入れるべくヴォイドダーク打倒に情熱を燃やす。セラフィーヌからは「思い出すだけで頭痛がする」「粗野でデリカシー0で、おつむのレベルはオーク以下」と酷評されている。
クリスト
声 - 間島淳司
さる巨大魔界を治める魔王たちの一人を自称し、知略に長ける。それ故に効率を重視し勝利の為なら手段を選ばない。縁無しの眼鏡をかけており、おっとりした態度で時に酷な事をいう。魔奥義は遠方の様子や相手の魔力など、あらゆるものを見通す「千里眼のリチェルカ」。
その正体は出世コースまっしぐらの最中にヴォイドダークのスパイという濡れ衣を着せられ、それを返上するために魔界へ調査にやってきた天使。黒い角はヘアバンド。序盤から「神に誓って」（魔界の住人なら「魔神に誓って」と言う）と口走る、魔界の有名人であるゴルディオンの事を知らない、などボロが出まくっており、中盤で魔界に治療法がない毒をマジョリタに盛られたウサリアの治療に成功した事で主人公サイド一同に天使だとバレるが、最後まで魔王だという嘘を突き通した。
その本性（中盤まで無自覚であった）は他人を信じず周囲を蹴落とす性分で、反乱軍一向（特にキリア）の仲間や情を大事にする、という、自分が伝聞で知っている悪魔とは掛け離れた（一番悪魔らしいのはプリニー、とのこと）悪魔たちとの関わることで天界での出世との間で気持ちが揺れ動く。中盤で天界が魔界ごとヴォイドダークを滅ぼす決定をし、自分がその最終兵器のターゲットマーカーにされた（兵器が作動する前にその場から離れれば命は助かる）と言う通信が入り、反乱軍を抜けようと思い悩むもキリアたちの思いやりによって吹っ切れ、天界の位置をヴォイドダークに教える、と連絡相手の上司を脅して攻撃を止めさせた。とはいえ、自分を蹴落とした天界の連中への不信感は拭い切れておらず、最終決戦で天界からの援軍と遭遇した際には、自分を殺しに来たのかと疑い、上司からの通信で自分を陥れた連中が泣いて謝った事と、純粋にヴォイドダークを倒すためだけの援軍である事を伝えられて胸を撫で下ろす場面がある。
一連の騒乱の後は長らく魔界の復興に携わった後に天使長を経て大天使に昇格した。
ゼロッケン
声 - 柿原徹也
ヴォイドダーク打倒に燃える自称魔王。お調子者で一人称は「オイラ」。
その正体は魔王ではなくロストの脱走兵だった。出自は貧乏らしい。ヴォイドダークに故郷を滅ぼされ生きるために従属する事になり、囚人の世話係をしていたところに負傷したゴルディオンと出会い、彼の手当てをしている内に懇意になり彼から超魔流を伝授された。そのため、「ゴルディオンの意思を継ぐ者」を自称している。昔からゴルディオンに憧れており、半ばストーカーの域に達している。
一連の騒動が終結した後は各地の魔界で「ゴルディオン道場」という名の道場を開き、超魔流を教えている。

### ロスト軍
魔帝ヴォイドダーク
声 - 山本匠馬
魔界全体の侵略を行うロスト軍最高指揮官。相手の魔奥義を奪って我が物とする魔奥義「凶蝕のブリガンテ」を使用する。その正体はゴルディオンの息子にして弟子（キリアにとっては兄弟子）のヴォイド。
作中の一連の行動はリーゼロッタを生き返らせるための事であった。必要だった魔奥義はキリアの氷刻、マジョリタの背神に加えて、魔力を際限なく集めるものが必要だった。
後日談では、キリアが放った超魔流究極奥義によってヴォイドから分かれた負の存在「ダーク」が手ごろな悪魔に憑依し続けているのを追っていたところでキリアたちと再会。魔界の復興を手助けすることになった。
マジョリタ
声 - 潘めぐみ
ロスト軍の魔将軍の一人にして、ヴォイドダークの忠臣。見た目は幼女だが、魔力を解放しただけで凄まじい衝撃波を生じる程の強力な魔力を有している。血を与えた相手を生死問わず意のままに操る魔奥義「背神のマギア」を使用し、味方だろうと役立たずは一旦殺したうえで死人として操る。当人はこの行為をキル・アンド・リサイクルと称している。
その出自は魔界ではよくある戦災孤児であり、ヴォイドダークの力の下で平和な世界を作るために彼に従っている。新参者なのに上から物を言うブラッディスの事は気に食わない。ブラッディスの正体は知らず、後日談でそれを知った際には「自分の親を洗脳して手下にするなんて、本当に狂ってやがったんだな。」とヴォイドダークを評した。
ヴォイドダークにとっては死者を操る事が出来る魔奥義目当てだけの存在であり、最終決戦で反乱軍に敗れた彼女はヴォイドダークに背神の魔奥義を奪われて死人と化した。
彼女の夢見た世界は、ウサリアによって復興した兎兎魔界と同じであっただろう、と、後世の歴史家は考察している。
ブラッディス
声 - 岩崎征実
ロスト軍の魔将軍の一人であり、ヴォイドダークの右腕にして陣頭指揮官。黒い鎧で全身を覆っていて素顔が分からない。その正体はヴォイドダークに洗脳されたゴルディオン。過去に負った脇腹の古傷が弱点。

### その他
リーゼロッタ
声 - 愛美
キリアと関係のある少女。愛称は「リーゼ」。ゴルディオンの娘でヴォイドの姉。先端が茶色の細い黄色の尻尾が生えている。父や弟と違い魔力も武術の素質も無い、か弱く心優しく芯が強い性分。ブラッディス一家の家事を一手に引き受けている。名前の由来になった「リーゼ」という黄色い5弁の花を付ける草花が好き。
憎しみの果てに力を得て戻ってきたヴォイドが父と妹を奪われたという思い込みからキリアを襲った際にキリアをかばって死亡。これが今作の発端である。実は「氷刻のアルマ」によって魂を保存されており、ヴォイドは彼女を蘇らせる為に一連の騒乱を起こしていた。
プリニー
声 - 間島淳司
シリーズおなじみの下っ端悪魔。ペンギンの着ぐるみのような皮の体の中に罪人の魂が入っており、罪を償うために魔族に雇われ過酷な労働を強いられている。セラフィーヌとの契約は年中無休、鰯1匹で20時間労働。その過酷な労働条件故に勤務態度は良くない。投げると爆発する。
ゴルディオン
声 - 岩崎征実
超魔流の師範で、ヴォイドとリーゼロッタの父。獅子のような風貌の長髪と尻尾を持つ筋肉質の男の魔族。その強さ故に「大魔拳」の二つ名で呼ばれ、彼の中に魔界が存在すると言われ、「超魔流は一子相伝」という嘘まで流され信じられている(実際には弟子は複数存在する）全魔界の有名人。超魔流の極意故に愛や心を大事にし、自分を襲う相手に説教するなどの無茶を繰り返すため、子供たちから心配され少々あきれられている。キリアを強引に弟子にしたのも、彼が自身の魔力を制御しきれていないのを見抜いてのお節介からであった。
キリアに超魔流の極意を教えるために敢て無防備でキリアの攻撃を脇腹に受けた事がある。その古傷が原因でゼロッケンとの交流の後に傷が治りきっていない状態でヴォイドダークに攻撃して敗北し、洗脳を施されてブラッディスとなった。洗脳そのものは中盤冒頭でキリアとゼロッケンが放った最終奥義を受け止めた時に解けたが、キリアに超魔流の極意を教えるためとブラッディスとして行った行為の贖罪のために洗脳が解けていないふりをしており、最終決戦でキリアに自分の手には負えない究極奥義を見せ、キリアが放ったそれを受け止め絶命した。その後、彼を手下にしようとした修羅魔界の者の手によって強引に治療され、キリアたちと再会する。
クリストの上司
クリストに事ある度に通信を入れる天界のお偉い様。オネエ言葉の男性で、冗談など軽口を叩きながら恐ろしい事を言う。最終兵器使用の議決の際（全会一致で可決）には「長いものには巻かれろ」と賛成に回ってしまった。最終兵器のターゲットマーカーにされたクリストに兵器が魔界に着弾する前に逃げるように言うなど、一応、クリストのことは心配しているらしい。
セラの父親
絢爛魔界の元魔王。非常に臆病な性格で、元はハンサムグレーな外見だったのに襲われない様に醜い姿に変化した。地下シェルターに絢爛魔界の全財産を注ぎ込んだ挙句、絢爛魔界を財政破綻させてしまった。セラはそれを防ぐために魔眼を使って彼から魔王の座を奪ったが、それでも彼女をヴォイドダークに政略結婚させようとしたため彼女は出奔。彼女がいなくなってから絢爛魔界の財政の逼迫具合は加速した模様。ヴォイドダークが絢爛魔界から魔力を吸い上げるために放った「魔力の槍」を「売れるかも」と思って保管していた。
最終決戦では娘に助太刀した。
アサギ
声 - 大地葉

## 舞台
第一章開始時点でのヴォイドダークとロスト軍の勢力は、全魔界の1/3超を制圧し、風前の灯の魔界も含めると半数の魔界がヴォイドダークの影響下にあるが、複数の強力な大魔界の牙城は崩せておらず、それらの大魔界の魔王の反撃に希望の光を見ていた。その直後の第2章では全魔界の2/3がヴォイドダークの影響下に入り、ロスト軍の勢いの凄まじさが分かる。
渇血魔界
非常に乾燥した荒野。植物は動物の血を養分としている。魔王のローガンはかつては「投げの鬼魔王」と呼ばれたが、歳で腰と体力に不安がある。
葬霊魔界
この世界最大の処刑場。魔王のギースはかつては闇の暗殺者として名を馳せていて、24時間以内にターゲットを始末すると恐れられていたが、100年ほど前に患った大病の治療に使った禁呪術の影響で体が腐食したらしい。彼はマジョリタに殺されゾンビにされた。
毒楽園
決して大きくは無いが、表向きは知る人ぞ知る魔界のリゾート地の一つ。その実態は毒のエキスパートが集う。海は毒の海で、ビーチは骨で出来ている。
絢爛魔界
巨万の富を誇るゴージャスな世界。灼熱魔界とはセラフィーヌの曽祖々々々々々々々父の代から犬猿の仲。
セラフィーヌの父がヴォイドダーク対策の地下シェルターに全財産を注ぎ込んだため、終盤で財政破綻。地上に一行が来た時にはセラフィーヌの命令で書き割りで誤魔化そうとした。ちなみにこの地下シェルターはセラフィーヌのミニ魔界とドッキングして戦艦としても使える。全てが終わった後、セラフィーヌの手腕によって元の栄華を取り戻した。
兎兎魔界(ととまかい)
平和主義の悪魔たちが集まる世界。ウサ忍法なる忍法が伝わっている。ここの住人はプリニーも含めて主従ではなく家族のような関係を持ち、語尾に「ピョン」を付ける。ここのプリニーは他所とは違い黄色である。
マジョリタによってウサリアに呪いを掛けられ、100日服従したら呪いを解くと言われて服従したが、それは守られずにウサリアの両親である魔王夫妻は100日待たずに殺された。
灼熱魔界
凶暴な悪魔たちが集まる世界。レッドマグナスが昼寝をしている間に部下が反旗を翻し、マジョリタとロストによって荒野と化した。

## 主題歌
全作詞 - いでみどり / 全作曲・編曲 - 佐藤天平
オープニングテーマ「Kill Real」
歌 - 宮野真守
エンディングテーマ「Lieze Lullaby」
歌 - 須藤亜美
挿入歌「Lieze Love」
歌 - 愛美

## コラボレーション
カレーチェーン店のゴーゴーカレーとコラボレートし、作中のカレー屋に「ゴーゴーカレー」が登場。食べたキャラクターのパラメータが強化される。